# Truyền máu
Truyền máu là quá trình nhận máu hoặc các sản phẩm máu vào hệ tuần hoàn theo đường tĩnh mạch. Truyền máu được sử dụng cho các điều kiện y tế khác nhau để thay thế các thành phần bị mất của máu. Truyền máu thời đầu sử dụng toàn bộ máu, nhưng thực hành y học hiện đại thường chỉ truyền các thành phần của máu, chẳng hạn như hồng cầu, bạch cầu, huyết tương, các thành phần chống đông, và tiểu cầu.

## Ứng dụng y học

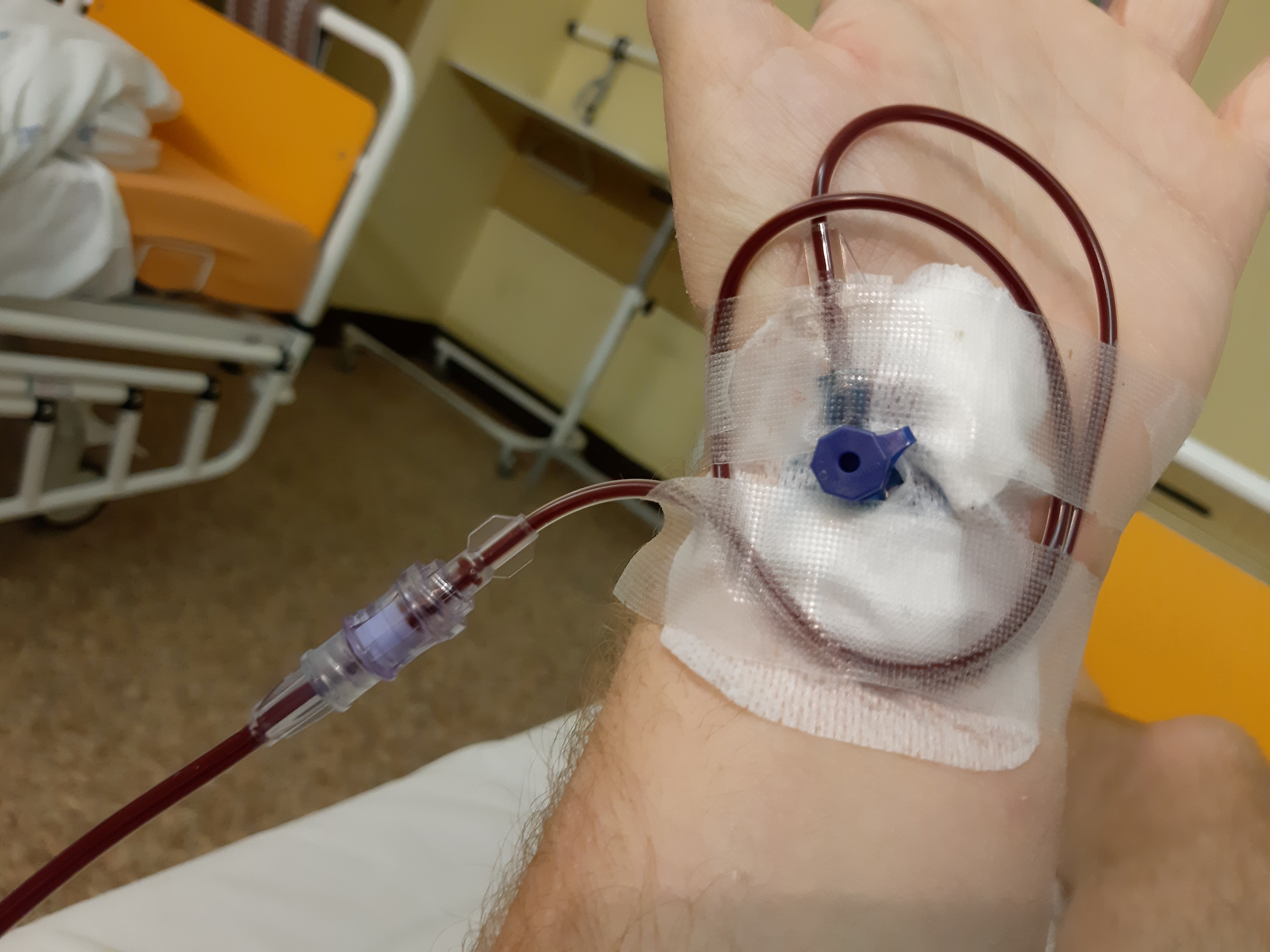
Bệnh nhân được truyền máu qua ống thông dò.

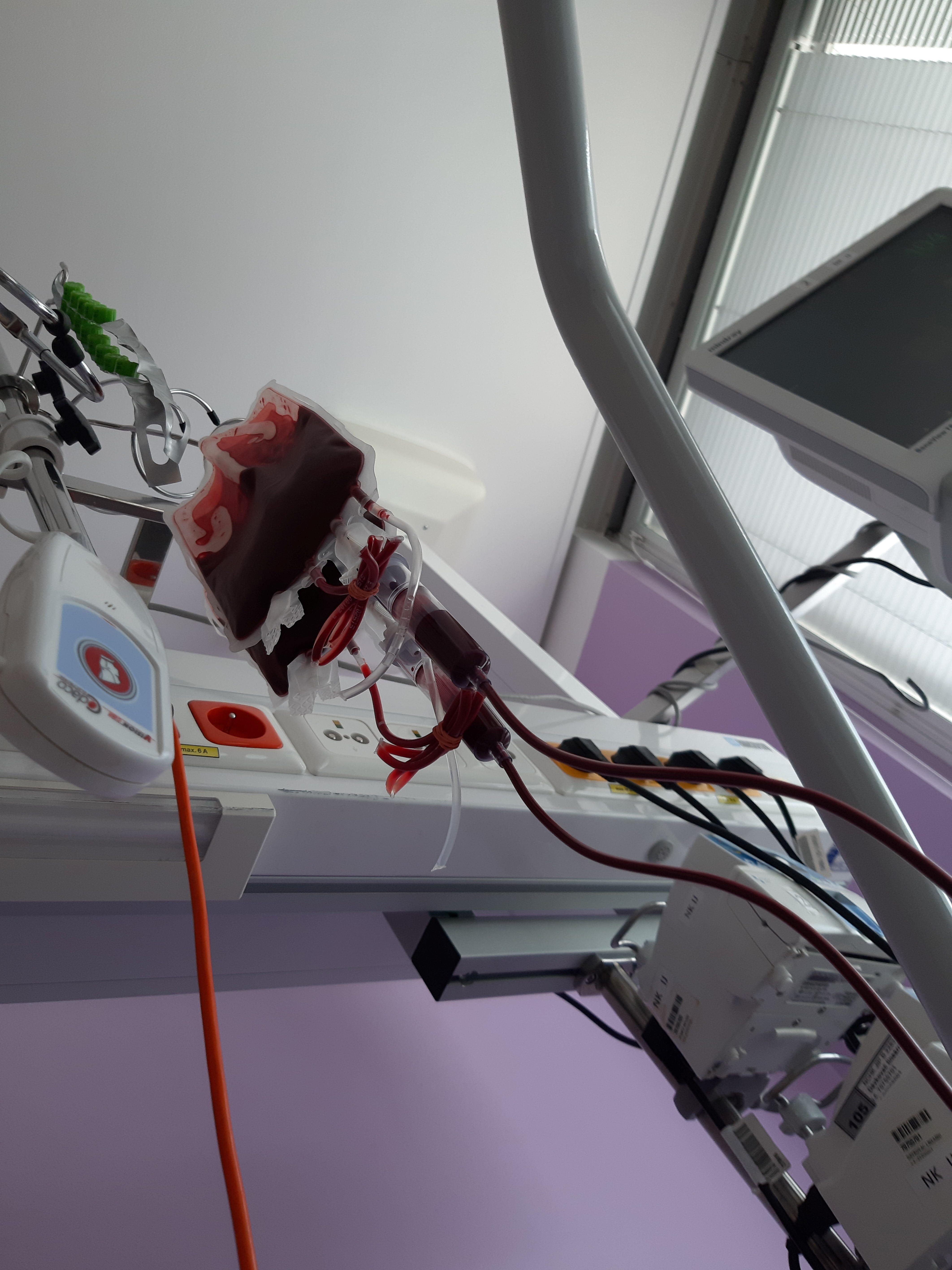
Máu bịch máu trong quá trình trình truyền máu.

Về mặt lịch sử, truyền hồng cầu được xem xét khi mức  hemoglobin giảm xuống dưới 100 g/L hoặc hematocrit giảm xuống dưới 30%. Bởi vì mỗi đơn vị máu mang theo rủi ro, mức độ kích hoạt thấp hơn 70-80 g/L hiện nay thường được sử dụng vì nó đã được chứng minh là bệnh nhân có kết quả tốt hơn. Việc sử dụng một đơn vị máu là tiêu chuẩn cho những người ở trong bệnh viện mà đang không bị chảy máu, sau đó điều trị tiếp theo với việc đánh giá lại và xem xét các triệu chứng và nồng độ hemoglobin. Bệnh nhân có độ bão hòa oxy kém sẽ cần nhiều máu hơn. Lời khuyên về tư vấn là sử dụng truyền máu với tình trạng thiếu máu trầm trọng hơn là một phần do chứng cứ cho thấy kết quả sẽ trở nên tồi tệ hơn nếu truyền máu dư thừa. Người ta có thể xem xét truyền máu cho những người có triệu chứng bệnh tim mạch như đau ngực hoặc hụt hơi. Trong trường hợp bệnh nhân có nồng độ hemoglobin thấp nhưng ổn định về tim mạch, lựa chọn bổ sung sắt là một lựa chọn ưu tiên dựa trên cả hiệu quả và tính an toàn. Các sản phẩm máu khác được truyền trong những điều kiện thích hợp, chẳng hạn như thiếu chất đông máu.

## Phương pháp
Trước khi truyền máu, có rất nhiều biện pháp được thực hiện để đảm bảo chất lượng của các sản phẩm máu, tính tương thích và an toàn cho người nhận. Năm 2012, chính sách về huyết thanh quốc gia đã được áp dụng ở 70% các quốc gia và 62% các quốc gia có luật pháp cụ thể bao gồm sự an toàn và chất lượng truyền máu.

## Lịch sử
Bắt đầu với những thí nghiệm của William Harvey về lưu thông máu, nghiên cứu truyền máu bắt đầu vào thế kỷ 17, với những thí nghiệm thành công trong truyền máu giữa các động vật. Tuy nhiên, những nỗ lực liên tiếp của bác sĩ để truyền máu động vật sang người đã cho kết quả khác nhau, thường gây tử vong.